# Onykia ingens
Onykia ingens е вид главоного от семейство Onychoteuthidae. Видът не е застрашен от изчезване.

## Разпространение и местообитание
Разпространен е в Аржентина, Нова Зеландия, Фолкландски острови, Френски южни и антарктически територии (Кергелен), Чили и Южна Африка.
Обитава океани и морета в райони със субтропичен климат. Среща се на дълбочина от 90 до 1700,5 m, при температура на водата от 1,4 до 10,9 °C и соленост 33,9 – 34,9 ‰.